# Sint-Margarethakapel (Ollomont)
De Sint-Margarethakapel (Frans: Chapelle Sainte-Marguerite) is een kapel in het Belgische dorpje Ollomont. Het romaanse bouwwerk is een overblijfsel van de parochiekerk. 

## Geschiedenis
In de 12de eeuw werd in Ollomont, op de hoogte enkele honderd meter ten oosten van de Ourthe, een romaans kerkje gebouwd als parochiekerk van Ollomont, een parochie die ook de gehuchtjes Filly en Nadrin omvatte.
Van 1739 tot 1745 werd het schip van het kerkje herbouwd. In 1872 maakten het kerkportaal en de westelijke gevel plaats voor een verlenging van het schip met zes meter. Het kerkje raakte echter in verval en in 1907 werd het vervallen schip afgebroken. De koorpartij werd gespaard. Omdat het vroegere gehuchtje Nadrin ondertussen was uitgegroeid tot hoofdplaats van de gelijknamige gemeente, werd de zetel van de parochie naar Nadrin verplaatst, waar een nieuwe kerk werd opgetrokken, deels met materiaal van het gesloopte schip.
In 1948 werd de kapel beschermd als monument en het geheel met de restanten van de kerk, het kerkhof en de ommuring werd als landschap beschermd. In 1961 volgde een restauratie.

## Beschrijving
Het bewaarde deel bestaat uit een klein hoofdkoor met twee smalle zijkoortjes. In het hoofdkoor wordt de ruimte vóór de apsis overdekt door een ribloos kruisgewelf, in de beide zijkoortjes door tongewelven. De vierkante partij van het middenkoor rijst op als een toren waarvan de top verloren is geraakt. Het geheel lijkt op een kleine uitgave van de koorpartij van Celles.

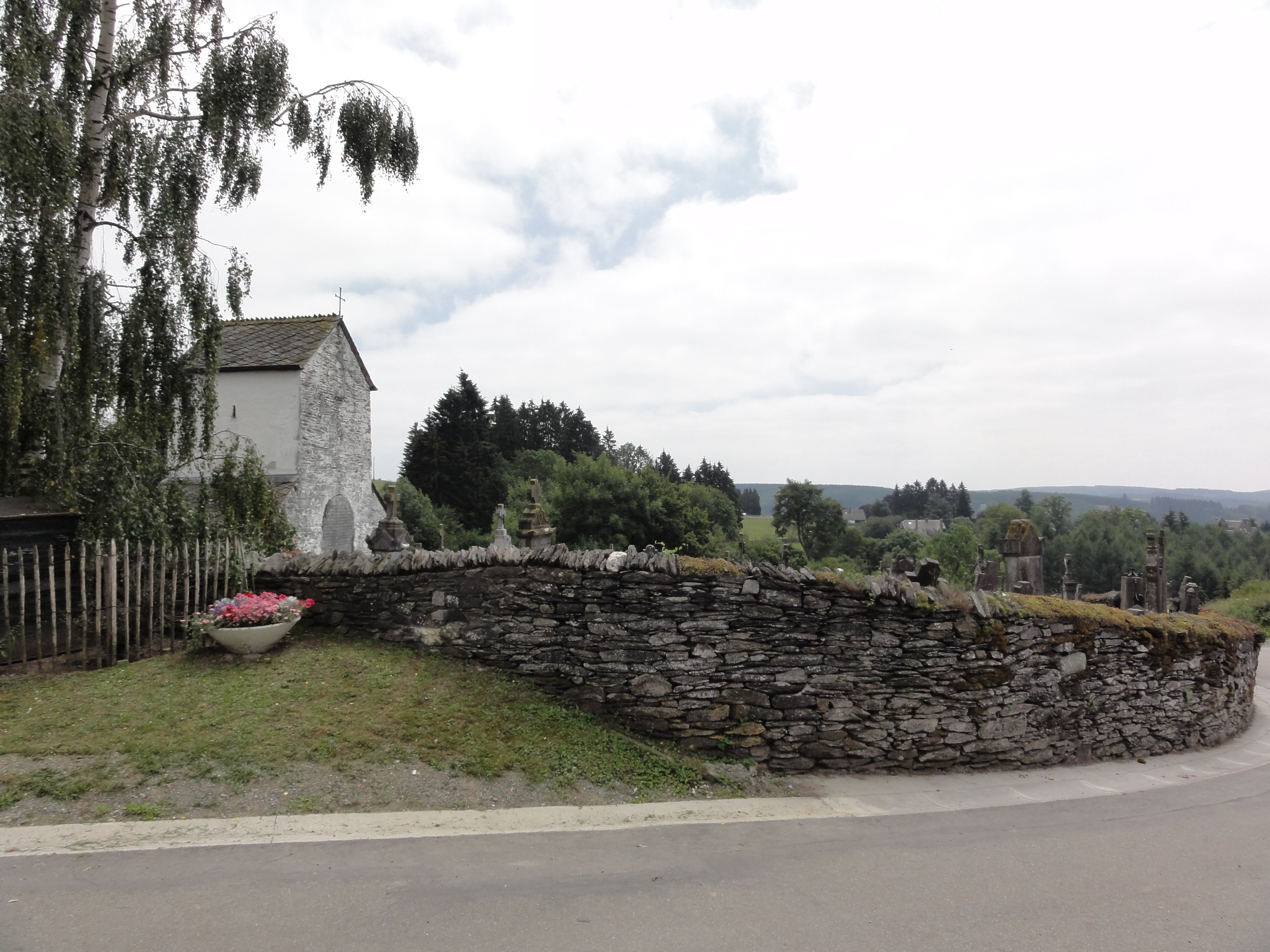
Kapel, kerkhof en kerkhofmuur